# شركة بارسونز
شركة بارسونز (Parsons) هي شركة أمريكية تركز على التكنولوجيا في مجالات الدفاع والاستخبارات والأمن وهندسة البنية التحتية ومقرها في سنترفيل ، فيرجينيا . تأسست الشركة عام 1944.  
يعمل لدى بارسونز أكثر من 16000 موظف في 24 دولة.

## روابط خارجية
- "أكاديمية شرطة العراق الحاسمة 'كارثة'" ، سياتل تايمز ، 28 سبتمبر / أيلول 2006